# محوطه دلگشا
محوطه دلگشا مربوط به هزاره اول است و در گنبد کاووس، خیابان شهید رمضانی، بین خیابان قائم و شهید مدرس‌ و دلگشا واقع شده و این اثر در تاریخ ۲۵ اسفند ۱۳۷۹ با شمارهٔ ثبت ۳۲۵۳ به‌عنوان یکی از آثار ملی ایران به ثبت رسیده است.